# Regioni della Tanzania

Regioni della Tanzania

Le regioni della Tanzania (in swahili mikoa, sing. mkoa) sono la suddivisione territoriale di primo livello del paese e sono pari a 31. Le regioni sono a loro volta suddivise in distretti (wilaya).

## Evoluzione storica

Regioni della Tanzania (fino al 2012)

In Tanganica, quando nel 1922 (e fino al 1946) il Paese era integrato nell'Impero britannico con mandato della Società delle Nazioni, le suddivisioni amministrative erano 22: Arusha, Bagamoyo, Bukoba, Daressalam, Dodoma, Iringa, Kilwa, Kondoa-Irangi, Lindi, Mahenge, Morogoro, Moshi, Mwanza, Pangani, Rufiji, Rungwe, Songea, Tabora, Tanga, Ufipa, Ujiji ed Usambara.
Nel 1948, quando il Tanganica era sotto amministrazione fiduciaria delle Nazioni Unite (come sarà poi fino al 1961), con il nome di Territorio del Tanganica (Tanganika Territory), sempre sotto l'Impero britannico, le suddivisioni erano le seguenti: Central, Eastern, Lake, Northern, Southern, Southern Highlands, Tanga e Western nella parte continentale, oltre a Pemba e Zanzibar per le isole dell'arcipelago di Zanzibar.
Nel 1961 la regione di Dar es Salaam si staccò dalla regione di Eastern e la regione di West Lake si staccò dalla regione di Lake.
Quando nel 1964 Zanzibar e Tanganica si unirono a formare la Tanzania, il territorio fu diviso in 12 regioni: Central, Dar es Salaam, Eastern, Lake, Northern, Pemba, Southern, Southern Highlands, Tanga, West Lake, Western e Zanzibar.
Nel 1966 il Paese si riorganizzò in 20 regioni. Nel 1967 la regione di Zanzibar si divise nelle regioni di Zanzibar Shambani North e Zanzibar Shambani South, che poi diventeranno Zanzibar Nord e Zanzibar Centro-Sud. Nel 1971 fu creata la regione di Rukwa da territori precedentemente appartenenti alle regioni di Mbeya e Tabora. Il 1º luglio del 1972 la Regione di Lindi si separò da quella di Mtwara. Il 1º gennaio 1974, la Regione di Dar es Salaam si separò dalla regione detta Coast, la quale poi, nel 1982, cambiò nome in Pwani. Sempre nel 1982, l'isola di Pemba fu divisa in due regioni (Pemba Nord e Pemba Sud). Nel 1984, la regione in precedenza detta West Lake divenne la Regione del Kagera.
Nel maggio del 2002, da territori appartenenti alla Regione di Arusha fu creata la Regione del Manyara.
Nel 2012, la Government Notice No. 72 ha istituito quattro nuove regioni, aggiungendole alle 26 preesistenti: Geita, Katavi, Njombe e Simiyu.
Nel 2016 è stata creata la Regione di Songwe scorporando del territorio dalla regione di Mbeya.

## Lista
| Localizzazione | Regione                                                          | Capoluogo     | Popolazione (2022) | Superficie (Km²) |
| -------------- | ---------------------------------------------------------------- | ------------- | ------------------ | ---------------- |
|                | Regione di Arusha                                                | Arusha        | 2 356 255          | 33 809           |
|                | Regione di Dar es Salaam                                         | Dar es Salaam | 5 383 728          | 1 393            |
|                | Regione di Dodoma                                                | Dodoma        | 3 085 625          | 41 311           |
|                | Regione di Geita                                                 | Geita         | 2 977 608          | 20 054           |
|                | Regione di Iringa                                                | Iringa        | 1 192 728          | 35 503           |
|                | Regione del Kagera                                               | Bukoba        | 2 989 299          | 28 388           |
|                | Regione di Katavi                                                | Mpanda        | 1 152 958          | 45 843           |
|                | Regione di Kigoma                                                | Kigoma        | 2 470 967          | 37 037           |
|                | Regione del Kilimangiaro                                         | Moshi         | 1 861 934          | 13 309           |
|                | Regione di Lindi                                                 | Lindi         | 1 194 028          | 67 000           |
|                | Regione del Manyara                                              | Babati        | 1 892 502          | 46 359           |
|                | Regione del Mara                                                 | Musoma        | 2 372 015          | 19 566           |
|                | Regione di Mbeya                                                 | Mbeya         | 2 343 754          | 60 350           |
|                | Regione di Mjini Magharibi (Ex regione di Zanzibar Urbana-Ovest) | Zanzibar      | 893 169            | 230              |
|                | Regione di Morogoro                                              | Morogoro      | 3 197 104          | 70 799           |
|                | Regione di Mtwara                                                | Mtwara        | 1 634 947          | 16 707           |
|                | Regione di Mwanza                                                | Mwanza        | 3 699 872          | 9 467            |
|                | Regione di Njombe                                                | Njombe        | 889 946            | 21 347           |
|                | Regione di Pemba Nord                                            | Wete          | 272 091            | 574              |
|                | Regione di Pemba Sud                                             | Mkoani        | 271 350            | 332              |
|                | Regione di Pwani                                                 | Kibaha        | 2 024 947          | 32 407           |
|                | Regione di Rukwa                                                 | Sumbawanga    | 1 540 519          | 22 792           |
|                | Regione del Ruvuma                                               | Songea        | 1 848 794          | 63 498           |
|                | Regione di Shinyanga                                             | Shinyanga     | 2 241 299          | 18 901           |
|                | Regione di Songwe                                                | Vwawa         | 1 344 687          | 000              |
|                | Regione del Simiyu                                               | Bariadi       | 2 140 497          | 25 212           |
|                | Regione di Singida                                               | Singida       | 2 008 058          | 49 341           |
|                | Regione di Tabora                                                | Tabora        | 3 391 679          | 76 151           |
|                | Regione di Tanga                                                 | Tanga         | 2 615 597          | 26 808           |
|                | Regione di Zanzibar Centro-Sud                                   | Koani         | 195 873            | 854              |
|                | Regione di Zanzibar Nord                                         | Mkokotoni     | 257 290            | 470              |